# Stefan Pfeifer (Fußballspieler)
Stefan Johannes Pfeifer (* 16. Jänner 1998) ist ein österreichischer Fußballspieler.

## Karriere

### Verein
Pfeifer begann seine Karriere beim SC St. Ruprecht/Raab. Zur Saison 2012/13 kam er in die Akademie des FC Admira Wacker Mödling. Nach eineinhalb Jahren in der Akademie der Admira wechselte er im Jänner 2014 in die Jugend des SC Weiz.
Ab der Saison 2014/15 kam er für die Zweitmannschaft der Weizer in der Oberliga zum Einsatz. Im März 2015 stand er gegen die SPG FC Pasching/LASK Juniors erstmals im Kader der ersten Mannschaft von Weiz. Sein Debüt für diese in der Regionalliga gab er im April 2015, als er am 21. Spieltag der Saison 2014/15 gegen die Amateure des Wolfsberger AC in der 82. Minute für Fabian Harrer eingewechselt wurde. Bis Saisonende kam er zu zehn Einsätzen für die erste Mannschaft. Im Oktober 2015 erzielte er bei einem 3:1-Sieg gegen den SV Wallern sein erstes Tor in der Regionalliga. In der Saison 2015/16 absolvierte er 18 Regionalligaspiele, in denen er zwei Tore erzielte.
Zur Saison 2016/17 wechselte er zu den Amateuren des Bundesligisten SK Rapid Wien. In seiner ersten Saison bei den Rapid-Amateuren kam er zu elf Einsätzen in der Regionalliga. In der Saison 2017/18 absolvierte er 20 Spiele.
Nach zwei Jahren bei Rapid wechselte er zur Saison 2018/19 zum Regionalligisten Grazer AK. Für den GAK absolvierte er in jener Spielzeit 26 Spiele. Mit den Grazern konnte er zu Saisonende als Meister der Regionalliga Mitte in die 2. Liga aufsteigen. Sein Zweitligadebüt gab er im Juli 2019, als er am ersten Spieltag der Saison 2019/20 gegen den Floridsdorfer AC in der Startelf stand. Nach der Saison 2020/21 verließ er die Grazer und kehrte nach Weiz zurück. Für Weiz kam er zu 28 Regionalligaeinsätzen.
Zur Saison 2022/23 schloss er sich dem Ligakonkurrenten DSV Leoben an. Für Leoben spielte er bis zur Winterpause 15 Mal. Im Februar 2023 zog er weiter innerhalb der Liga zum SC Kalsdorf.

### Nationalmannschaft
Pfeifer absolvierte 2013 ein Spiel für die österreichische U-15-Auswahl.